# Henrik Wöhlecke
Nils Henrik Wöhlecke, född 26 juni 1957 i Tåstarps församling i Kristianstads län, är en svensk politiker (m), som var kommunalråd i Eslövs kommun från valet 2010 till 2018. Innan dess hade han varit oppositionskommunalråd sedan april 2009. Wöhlecke är utbildad lantmästare.